# Pollenia atramentaria
Pollenia atramentaria este o specie de muște din genul Pollenia, familia Calliphoridae. A fost descrisă pentru prima dată de Johann Wilhelm Meigen în anul 1826. Conform Catalogue of Life specia Pollenia atramentaria nu are subspecii cunoscute.